# Rete tranviaria di Toronto
La rete tranviaria di Toronto è la rete tranviaria che serve la città canadese di Toronto.

## Linee
La rete è composta da undici linee.
| Linea | Nome          | Lunghezza (km)       | Percorso |
| ----- | ------------- | -------------------- | --- |
| 501   | Queen         | 16,9                 | Neville Park Loop – Humber Loop (Loop = cappio di ritorno)                                                                                             |
| 503   | Kingston Road | 9,8                  | Bingham Loop – York Street |
| 504   | King          | 504A: 10,4 504B: 9,6 | La linea 504 ha due diramazioni parzialmente sovrapposte: - 504A: Distillery Loop – Dundas West Station - 504B: Broadview Station – Dufferin Gate Loop |
| 505   | Dundas        | 10,9                 | Broadview Station – Dundas West Station |
| 506   | Carlton       | 15,1                 | Main Street Station – High Park Loop |
| 507   | Long Branch   | 7,9                  | Humber Loop – Long Branch Loop non operante dopo le 22:00                                                                                              |
| 508   | Lake Shore    | 21.7                 | Broadview Station – Long Branch Loop solo nelle ore di punta                                                                                           |
| 509   | Harbourfront  | 4,4                  | Union Station – Exhibition Loop |
| 510   | Spadina       | 5,4                  | Union Station – Spadina Station |
| 511   | Bathurst      | 5,3                  | Bathurst Station – Exhibition Loop |
| 512   | St. Clair     | 7,1                  | St. Clair Station – St. Clair West Station – Gunns Loop                                                                                                |